# Guáimaro
Guáimaro es una ciudad y municipio de la provincia de Camagüey, en Cuba. Está situada entre las ciudades de Camagüey y Las Tunas. El municipio fue creado en 1943.

## Historia
Antes de la llegada de los conquistadores españoles era un cacicazgo indígena. En 1530, la aldea aborigen de Guáimaro fue destruida por una partida enviada desde Puerto Príncipe por Vasco Porcayo de Figueroa. Hacia 1590, fue otorgado como Hato y la Villa quedó fundada el 10 de febrero de 1791, era el centro de una vasta zona ganadera.
Guáimaro ocupa un lugar destacado en la historia de Cuba como el lugar donde en 1869 se reunió el Ejército Libertador y aprobó la Constitución para una nueva nación libre, frente a la opresión colonial española. El municipio fue creado en 1943, cuando se segregó de Camagüey.

## Toponimia
Su nombre proviene de una voz aborigen con la que era denominado un árbol muy extendido por toda la zona. Su apodo, La Cenicienta Gloriosa de Cuba data de 1869, cuando la villa fue quemada por sus habitantes, a comienzos de la primera guerra de independencia cubana. 

## Geografía
El municipio se divide en los barrios de Carretera Central, La Feria, El Sandidno, La Carbonera, El Micro, La Isla, Puente de Hierro, Las Ánimas y el San Juan. Cuenta con los poblados de Cascorro, Martí, Cuatro Caminos, San Francisco, Montes Grande y Pueblo Nuevo.

## Demografía
En 2004, el municipio de Guáimaro tenía una población de 57 086 habitantes. Con una área total de 1847 km² (713 sq mi), tiene una densidad de población de 30.9/km² (80/sq mi).

## Economía
Guáimaro destaca por sus producciones ganaderas, siendo uno de los municipios cubanos con mayor masa de ganado vacuno,